# Президенти-Дутра (Баия)
Президенти-Дутра (порт. Presidente Dutra)  —  муниципалитет в Бразилии, входит в штат Баия. Составная часть мезорегиона Северо-центральная часть штата Баия. Находится в составе крупной городской агломерации. Входит в экономико-статистический микрорегион Иресе. Население составляет 14 112 человек на 2006 год. Занимает площадь 243,922 км². Плотность населения — 57,9 чел./км².

## История
Город основан в 1865 году.

## Статистика
- Валовой внутренний продукт на 2003 год составляет 22 271 030,00 реалов (данные: Бразильский институт географии и статистики).
- Валовой внутренний продукт на душу населения на 2003 год составляет 1597,98 реалов (данные: Бразильский институт географии и статистики).
- Индекс развития человеческого потенциала на 2000 год составляет 0,614 (данные: Программа развития ООН).